# Marco Brescianini
Marco Brescianini, né le 20 janvier 2000 à Calcinate en Italie, est un footballeur international italien, qui évolue au poste de milieu central à l'Atalanta Bergame.

## Biographie

### En club
Né à Calcinate en Italie, Marco Brescianini est formé par l'AC Milan. Il joue son premier match en professionnel avec le Milan, le 1er août 2020, lors de la dernière journée de la saison 2019-2020 de Serie A face au Cagliari Calcio. Il entre en jeu à la place d'Ismaël Bennacer et son équipe l'emporte par trois buts à zéro.
Le 29 août 2020, il est prêté au Virtus Entella pour une saison. Il découvre alors la Serie B, jouant son premier match le 26 septembre 2020 face au Cosenza Calcio. Il est titularisé lors de cette rencontre qui se solde par un match nul et vierge (0-0). Il inscrit son premier but en professionnel avec ce club, le 7 février 2021 contre l'AC Reggiana. Son équipe s'incline toutefois par deux buts à un ce jour-là.
Le 10 juin 2021, Brescianini est à nouveau prêté pour une saison, cette fois à l'AC Monza. Il joue son premier match le 14 août 2021 en coupe d'Italie, contre l'AS Cittadella. Il est titularisé ce jour-là, mais son équipe s'incline par deux buts à un.
Le 7 juillet 2023, Marco Brescianini quitte définitivement l'AC Milan afin de s'engager en faveur du Frosinone Calcio, tout juste promu en première division. Il signe un contrat de quatre ans, soit jusqu'en juin 2027,.
Brescianini inscrit son premier but pour Frosinone le 29 octobre 2023, contre le Cagliari Calcio, en championnat. Il est titularisé mais ne peut empêcher la défaite de son équipe (4-3 score final).

### En sélection
En août 2021, Marco Brescianini est convoqué pour la première fois avec l'équipe d'Italie espoirs.